# Okręg wyborczy nr 63 do Senatu Rzeczypospolitej Polskiej
Okręg wyborczy nr 63 do Senatu Rzeczypospolitej Polskiej obejmuje obszar powiatów bytowskiego, chojnickiego, człuchowskiego, kartuskiego i kościerskiego (województwo pomorskie). Wybierany jest w nim 1 senator na zasadzie większości względnej.
Utworzony został w 2011 na podstawie Kodeksu wyborczego. Po raz pierwszy zorganizowano w nim wybory 9 października 2011. Wcześniej obszar okręgu nr 63 należał do okręgu nr 25.
Siedzibą okręgowej komisji wyborczej jest Słupsk.

## Reprezentanci okręgu
| Rok | Rok  | Senator            | Komitet wyborczy                           |
| --- | ---- | ------------------ | ------------------------------------------ |
|     | 2011 | Roman Zaborowski   | Platforma Obywatelska RP                   |
|     | 2015 | Waldemar Bonkowski | Prawo i Sprawiedliwość                     |
|     | 2019 | Stanisław Lamczyk  | KKW Koalicja Obywatelska PO .N iPL Zieloni |
|     | 2023 | Anna Górska        | Nowa Lewica                                |

## Wyniki wyborów
Symbolem „●” oznaczono senatora ubiegającego się o reelekcję.

### Wybory parlamentarne 2011
| Kandydat                                                                                      | Kandydat            | Komitet wyborczy             | Głosów | Głosów | Głosów |
| Kandydat                                                                                      | Kandydat            | Komitet wyborczy             | Liczba | %      | +/–    |
| --------------------------------------------------------------------------------------------- | ------------------- | ---------------------------- | ------ | ------ | ------ |
|                                                                                               | Roman Zaborowski    | Platforma Obywatelska RP     | 71 275 | 49,01  | –      |
|                                                                                               | Dariusz Wasielewski | Prawo i Sprawiedliwość       | 36 084 | 24,81  | –      |
|                                                                                               | Joanna Gierszewska  | Polska Jest Najważniejsza    | 15 805 | 10,87  | –      |
|                                                                                               | Remigiusz Łoś       | Sojusz Lewicy Demokratycznej | 14 021 | 9,64   | –      |
|                                                                                               | Zbigniew Talewski   | KWW Dla Pomorza              | 8 253  | 5,67   | –      |
| Frekwencja: 46,84% Liczba głosów ważnych: 145 438 (96,71%) Źródło: Państwowa Komisja Wyborcza |                     |                              |        |        |        |

### Wybory parlamentarne 2015
| Kandydat                                                                                      | Kandydat           | Komitet wyborczy                             | Głosów | Głosów | Głosów |
| Kandydat                                                                                      | Kandydat           | Komitet wyborczy                             | Liczba | %      | +/–    |
| --------------------------------------------------------------------------------------------- | ------------------ | -------------------------------------------- | ------ | ------ | ------ |
|                                                                                               | Waldemar Bonkowski | Prawo i Sprawiedliwość                       | 60 596 | 40,25  | +15,44 |
|                                                                                               | Roman Zaborowski ● | Platforma Obywatelska RP                     | 57 321 | 38,07  | –10,94 |
|                                                                                               | Wacław Kozłowski   | KKW Zjednoczona Lewica SLD+TR+PPS+UP+Zieloni | 18 464 | 12,26  | +2,62  |
|                                                                                               | Tomasz Dorniak     | Polskie Stronnictwo Ludowe                   | 14 180 | 9,42   | –      |
| Frekwencja: 47,67% Liczba głosów ważnych: 150 561 (96,27%) Źródło: Państwowa Komisja Wyborcza |                    |                                              |        |        |        |

### Wybory parlamentarne 2019
| Kandydat                           | Kandydat             | Komitet wyborczy                           | Głosów | Głosów | Głosów |
| Kandydat                           | Kandydat             | Komitet wyborczy                           | Liczba | %      | +/–    |
| ---------------------------------- | -------------------- | ------------------------------------------ | ------ | ------ | ------ |
|                                    | Stanisław Lamczyk    | KKW Koalicja Obywatelska PO .N iPL Zieloni | 90 404 | 46,81  | +8,74  |
|                                    | Dariusz Drelich      | Prawo i Sprawiedliwość                     | 79 556 | 41,19  | +0,94  |
|                                    | Waldemar Bonkowski ● | KWW Senatora Waldemara Bonkowskiego        | 23 181 | 12,00  | –      |
| Źródło: Państwowa Komisja Wyborcza |                      |                                            |        |        |        |

### Wybory parlamentarne 2023
| Kandydat                                                                                      | Kandydat            | Komitet wyborczy                     | Głosów | Głosów | Głosów |
| Kandydat                                                                                      | Kandydat            | Komitet wyborczy                     | Liczba | %      | +/–    |
| --------------------------------------------------------------------------------------------- | ------------------- | ------------------------------------ | ------ | ------ | ------ |
|                                                                                               | Anna Górska         | Nowa Lewica                          | 89 216 | 38,17  | –      |
|                                                                                               | Dariusz Drelich     | Prawo i Sprawiedliwość               | 79 958 | 34,21  | –6,98  |
|                                                                                               | Sławomir Butza      | Konfederacja Wolność i Niepodległość | 32 448 | 13,88  | –      |
|                                                                                               | Dariusz Męczykowski | KWW Dariusza Męczykowskiego          | 32 092 | 13,73  | –      |
| Frekwencja: 72,57% Liczba głosów ważnych: 233 714 (97,81%) Źródło: Państwowa Komisja Wyborcza |                     |                                      |        |        |        |